# دانيال غرينبيرغ
دانيال غرينبيرغ (بالإنجليزية: Daniel Greenberg)‏ هو مربي أمريكي، ولد في 1934.